# 道頓堀出口
道頓堀出口（どうとんぼりでぐち）は、大阪府大阪市中央区にある、阪神高速道路1号環状線の出口。出口のみのハーフICである。
東横堀川に架かる上大和橋の北東袂に設置されている。

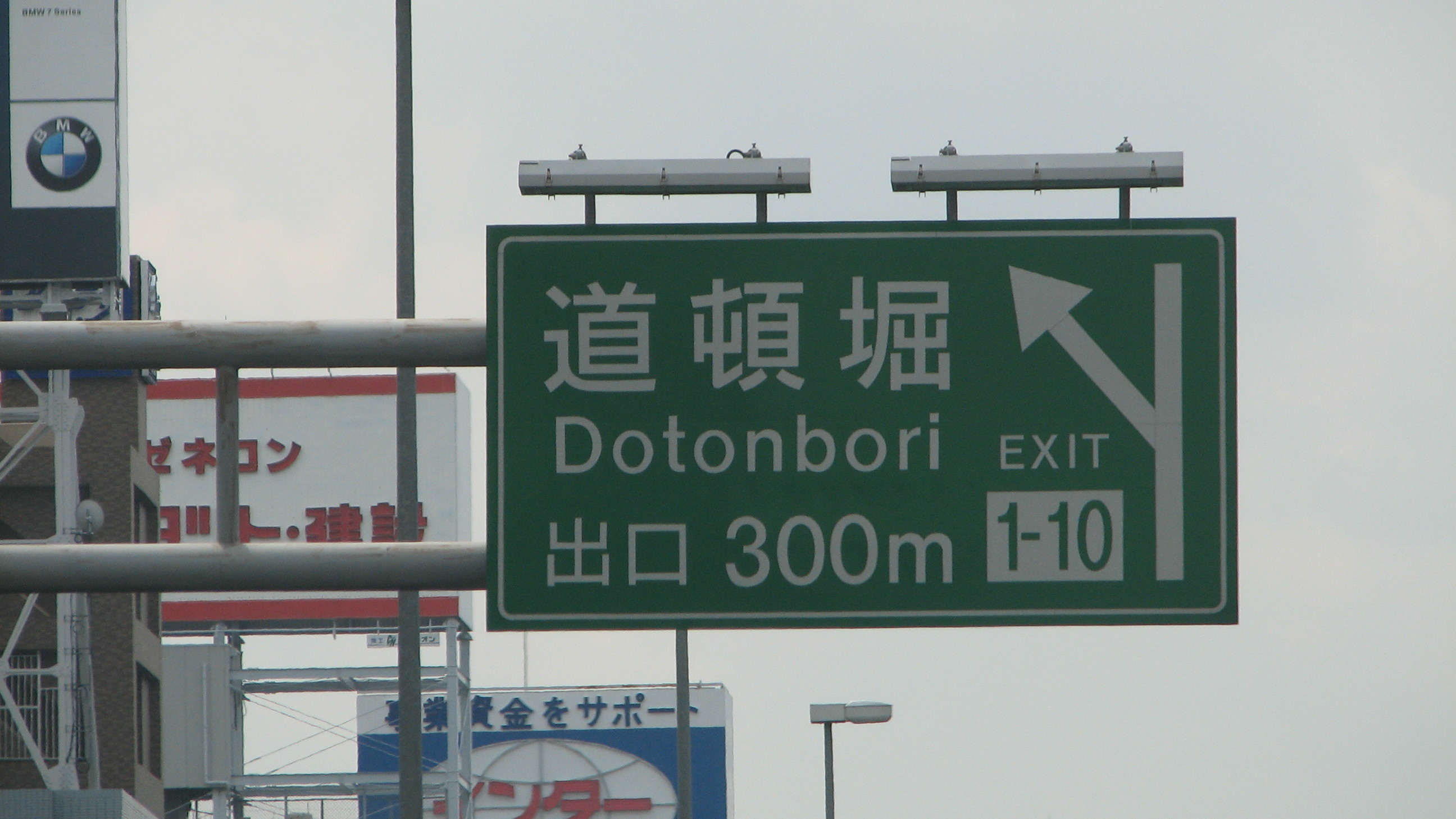
道頓堀出口の案内板

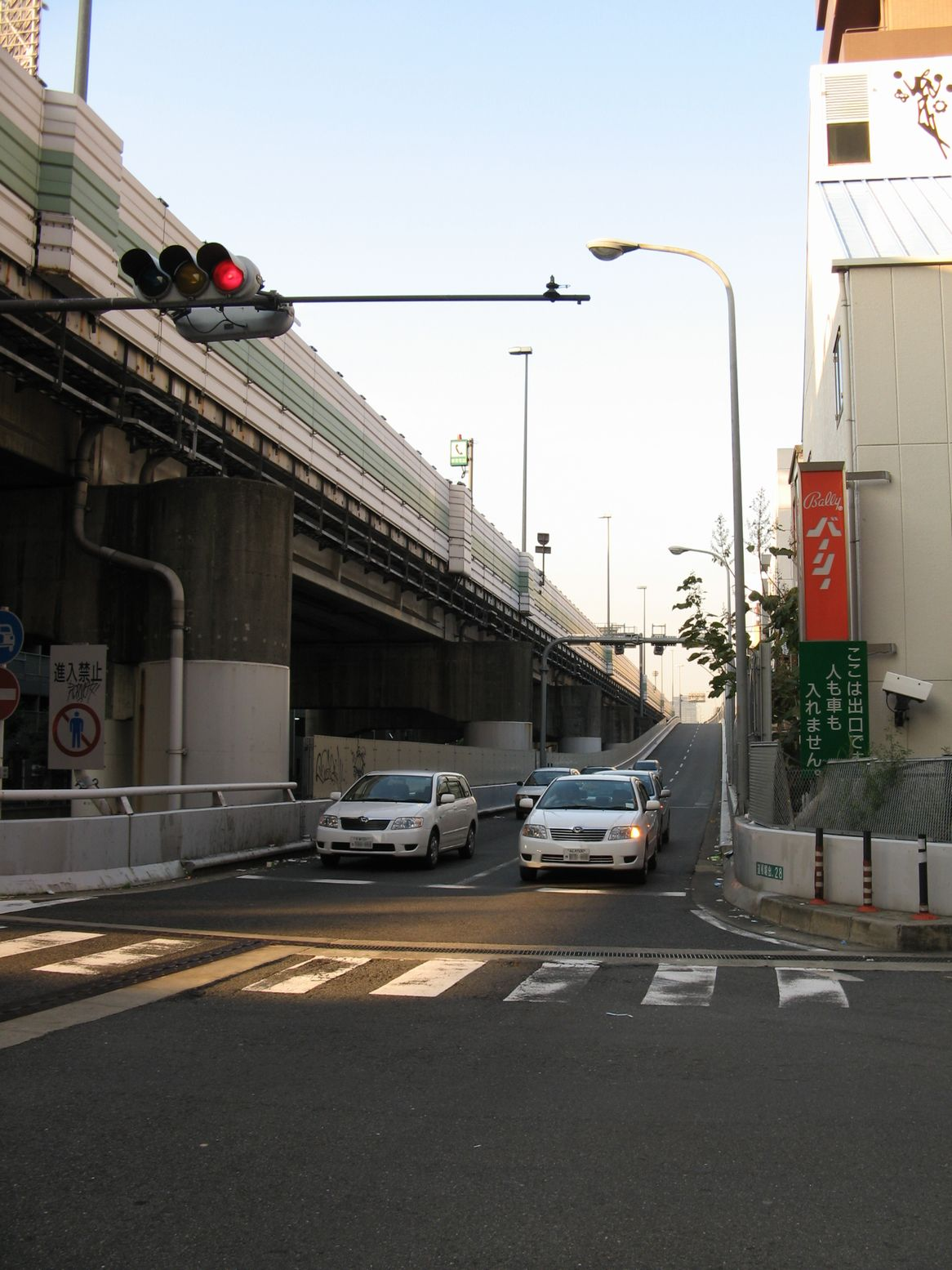
道頓堀出口

## 道路
- 阪神高速1号環状線(1-10)

## 連絡する道路
- 堺筋
- 松屋町筋
- 千日前通

## 周辺
- Osaka Metro堺筋線、千日前線 日本橋駅
- Osaka Metro谷町線、千日前線 谷町九丁目駅
- 近鉄 難波線 近鉄日本橋駅
- 近鉄 大阪線、難波線 大阪上本町駅
- 道頓堀
- 千日前
- 国立文楽劇場

## 隣
阪神高速1号環状線
(1-09)長堀入口 - (1-10)道頓堀出口 - 高津JCT - (1-11)高津入口